# Тыстамаа (волость)
Тыстамаа (эст. Tõstamaa) — бывшая волость в Эстонии, в составе уезда Пярнумаа.

## Положение
Площадь волости — 261 км², численность населения на  1 января 2010 года составляла 1475 человек.
Административный центр волости — посёлок Тыстамаа. Помимо него на территории волости находилось 19 деревень.
Волость была образована 17 июня 1991 года. Ликвидирована в ходе административной реформы местных самоуправлений Эстонии 2017 года.

## География
Крупнейшие озёра — Тыхела и Эрмисту.

## Галерея

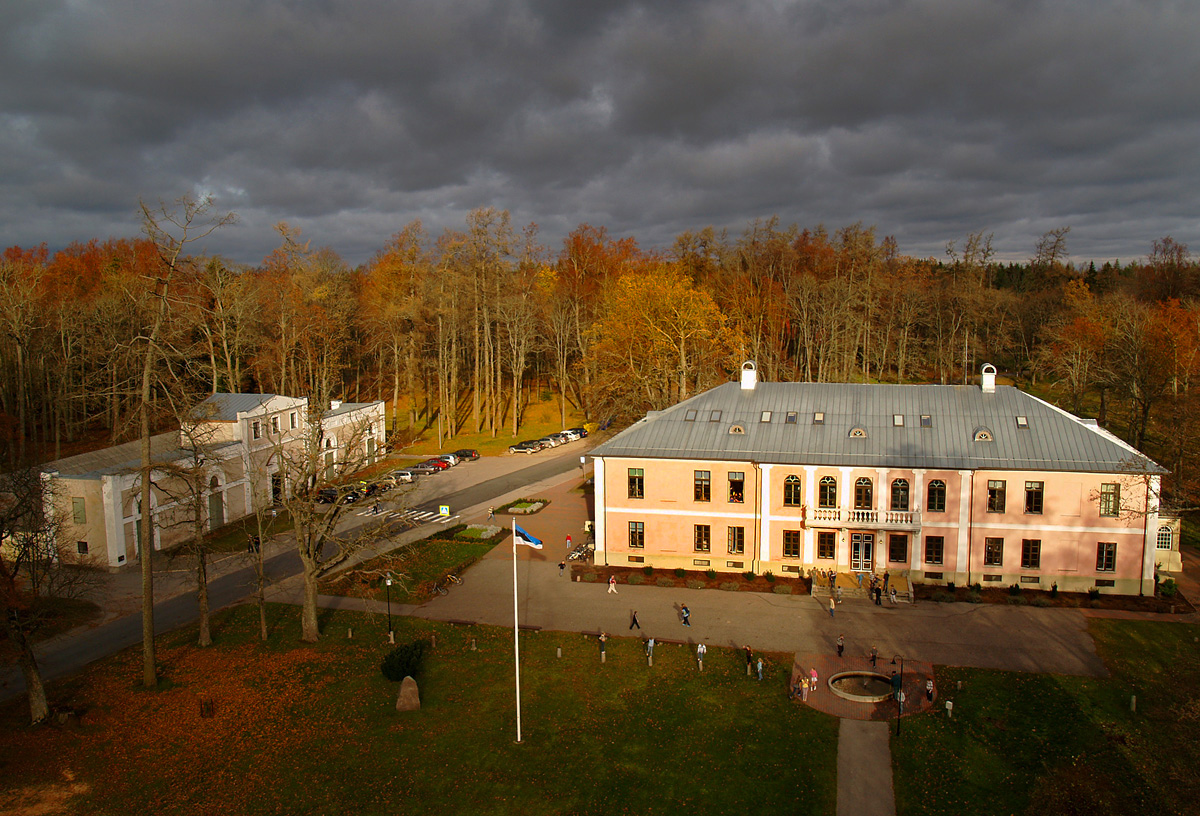
Школа и мыза в Тыстамаа
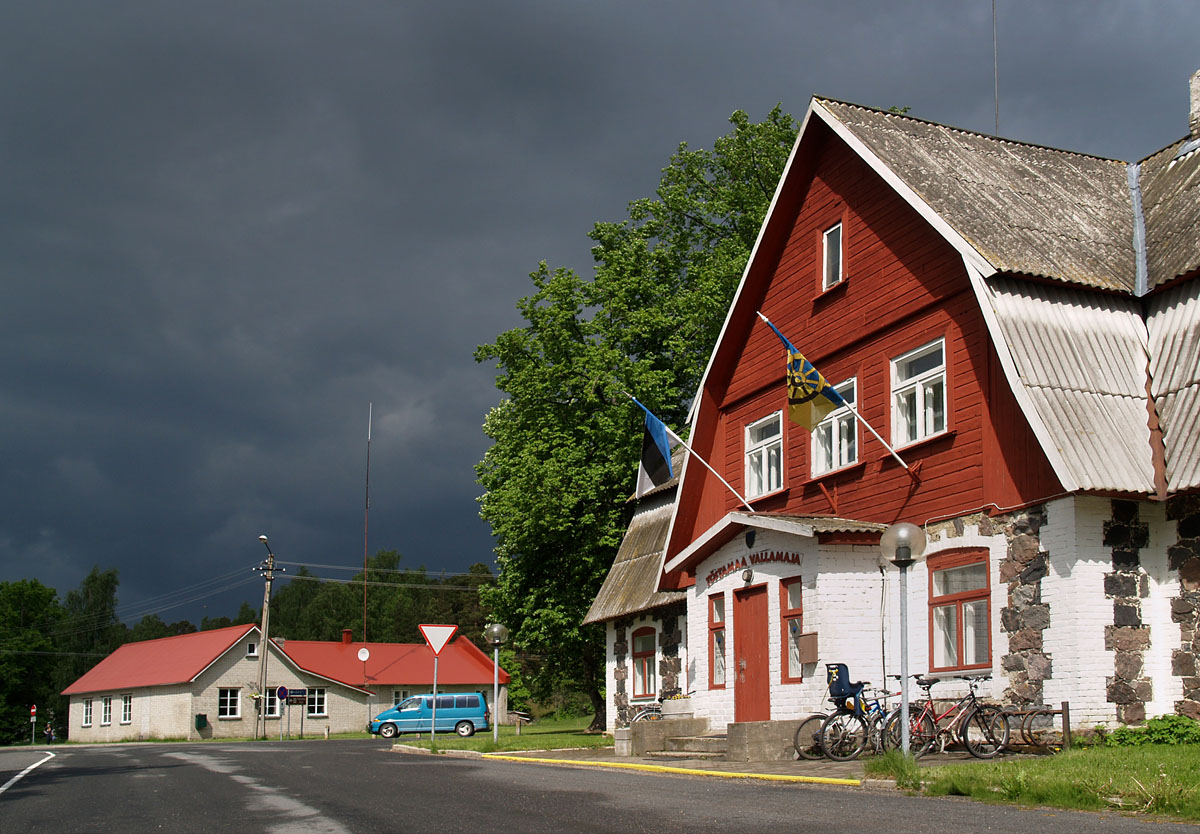
Здание волостной управы
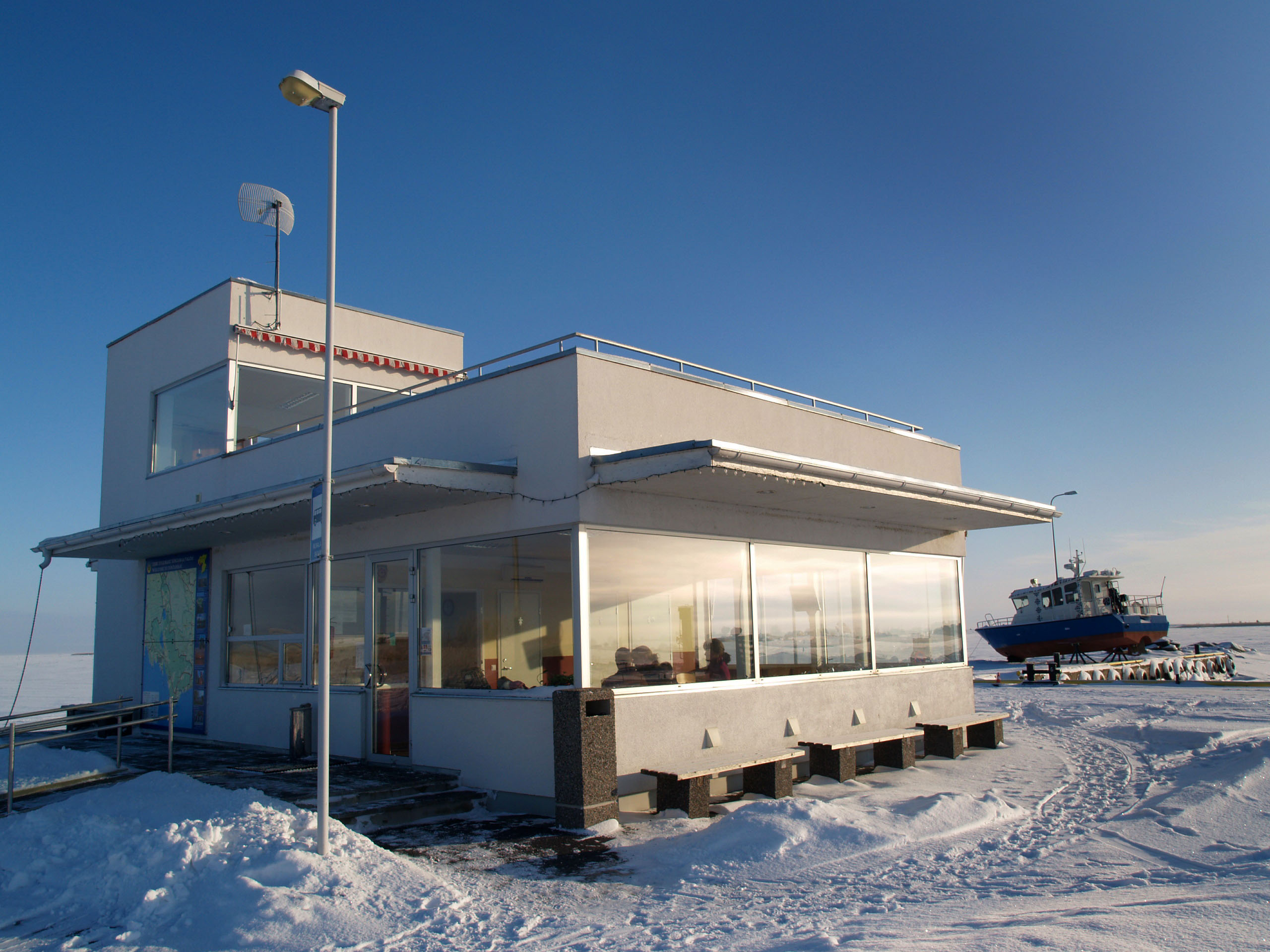
Порт Муналайд
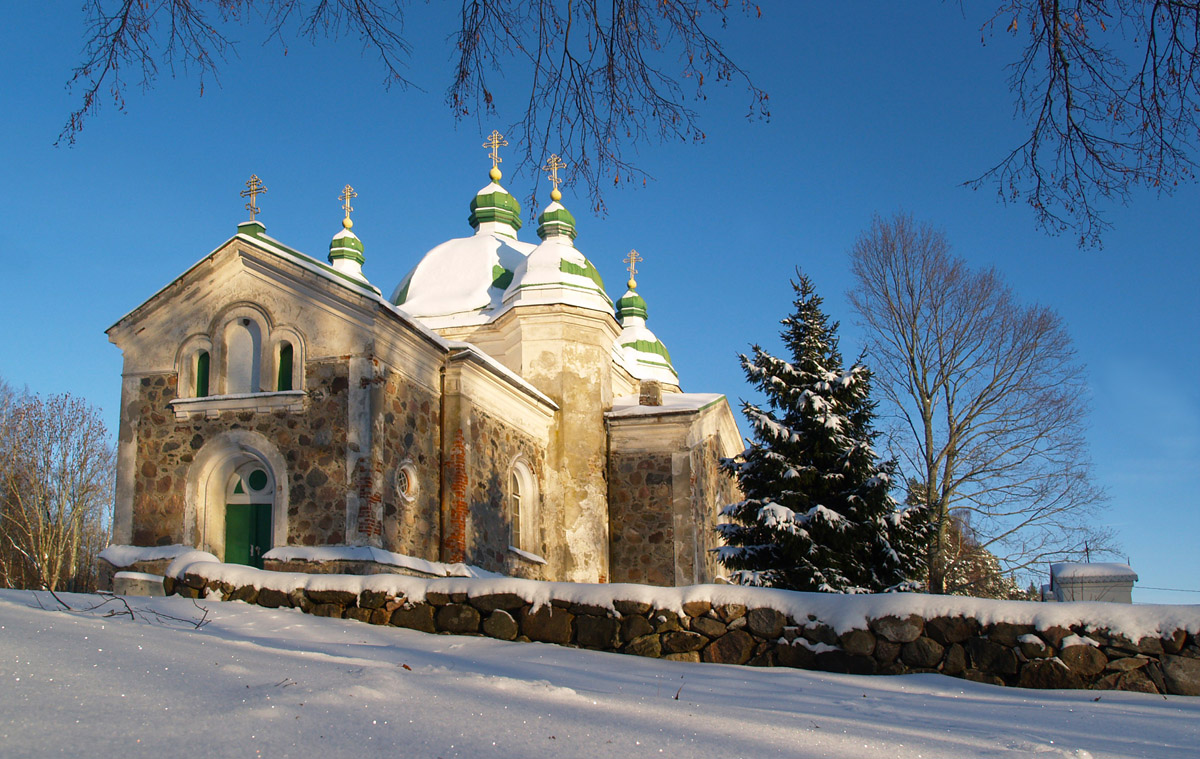
Церковь в Кыпу
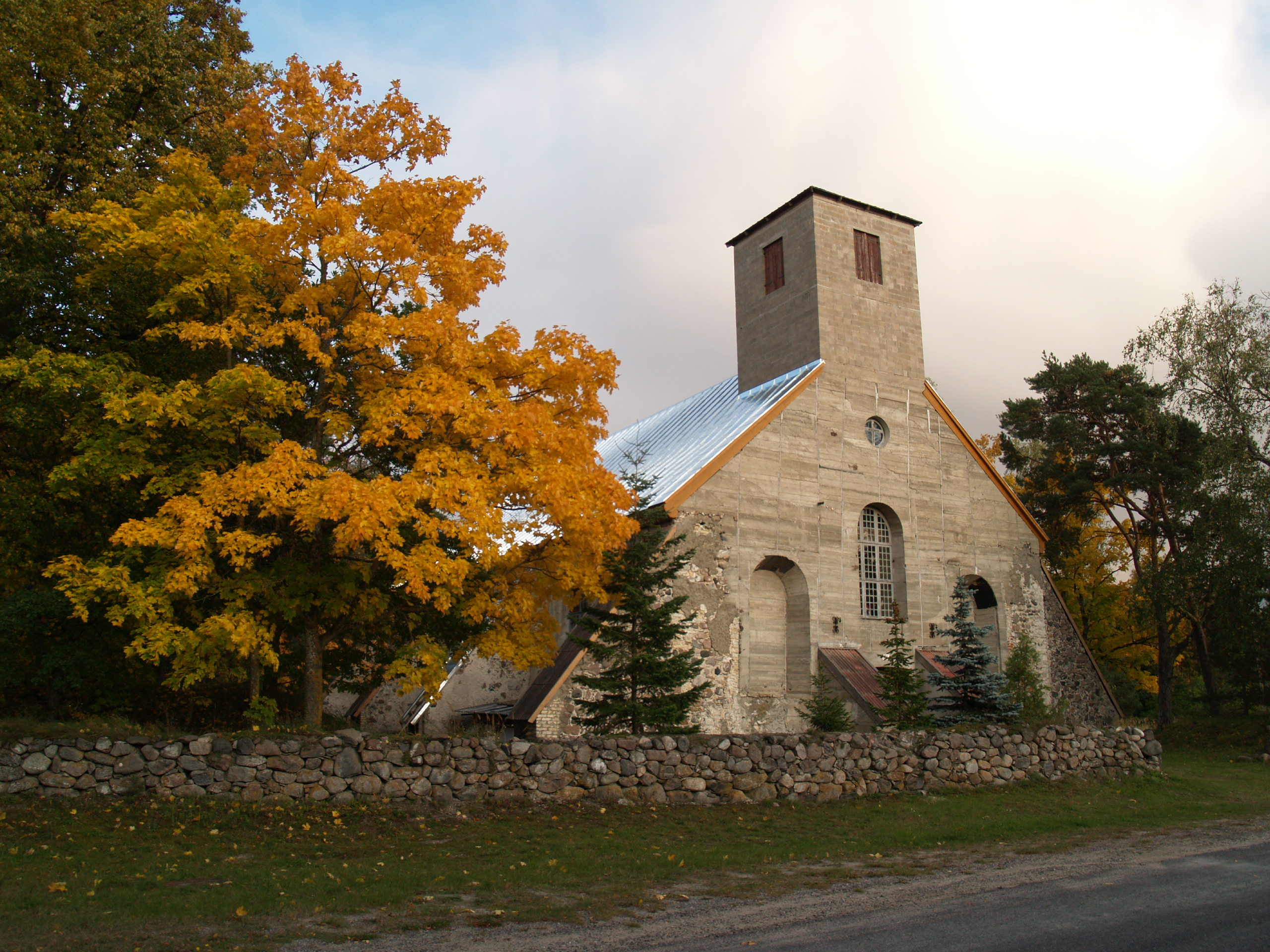
Церковь в Тыстамаа